# Anna Ollson
Anna Charlotta Ollson, född 21 juli 1841 i Grava församling, död 16 mars 1926 i Karlstad, var en svensk fotograf. Hon var en känd gestalt i Karlstads historia, där hon blev benämnd som "hela Karlstads fotograf". Hon var verksam som fotograf under 53 års tid och dokumenterade genom sina nästan 30 000 fotografier det Karlstad som växte fram efter 1865 års stadsbrand. 

## Biografi
Anna Ollson blev som 23-åring 1864 biträde åt Fredrik Renard – Karlstads första fotograf efter Brita Sofia Hesselius. Hon flyttade till Stockholm 1865 efter den förödande stadsbranden i Karlstad. Redan samma år återkom hon dock till Karlstad efter att Florman lämnat Stockholm och Ollson beslutat sig för att ta tjänst hos sin andra stora förebild Gösta Florman. Hon tog sedan över Flormans verksamhet 1868, när han flyttade till Stockholm för att bli hovfotograf.

### Egen ateljé
Den första tiden efter övertagandet av Flormans verksamhet märktes inte Anna Ollsons identitet som fotograf särskilt mycket. Bilderna bar fortfarande Flormans signatur, dock med det lilla tillägget "F d Atelier, AO". När hon efter ett tag fått en fast kundkrets och erkännande som kunnig fotograf, började hon notera sitt eget namn på fotografierna.
1872 etablerade den 31-åriga Ollson så sin egen Ateljé Anna Ollson. Den var belägen på adress Kungsgatan 14, en trappa upp i apotekare Lorentz Kaijsers hus i Karlstad. Där blev ateljén kvar i 53 år, ända fram till 1925. På 1870-talet hade det blivit vanligt med kvinnliga yrkesfotografer.
Anna Ollson ägnade sitt arbetsliv åt att avfotografera människor och miljöer i och kring Karlstad. Bland personerna som hamnade framför Ollsons kamera märks Gustaf Fröding (då nybliven student), Selma Lagerlöf (före debuten som författare), Minna Nansen (Fridtjof Nansens fars första hustru), riksdagsmän och Karlstadsbor. Genom sitt flitiga fotograferande bidrog Anna Ollson till att dokumentera det Karlstad som växte fram efter stadsbranden 1865.
Ateljéporträtten signerade Anna Ollson går lätt att känna igen. Hon fortsatte att använda de bakgrundskulisser som hon tagit över från Florman, och rekvisitan som syntes runt de fotograferade återkom även de. Alla porträtten är numrerade, och hon förde noggranna anteckningar i sin ateljéliggare.

### Senare år
Anna Ollson var verksam upp i hög ålder och syntes flitigt på Karlstads gator och torg, bärandes på sin tunga kameraväska och med trästativet under armen.
1918 avslutade hon vid 77 års ålder sin gärning som fotograf efter 53 års verksamhet. Det 28 829:e och sista fotografiet noterades i liggaren i samband med två porträtt av fru Rothman. 1924 skrev Nya Wermlands-Tidningen ”Ännu är fröken Ollson dagligen flitigt sysselsatt i sin atelier och är vid sina 83 år helt säkert den äldsta utövaren av fotografyrket i vårt land, kanske i hela världen”.

## Eftermäle
Anna Ollson tillhörde pionjärgenerationen av svenska yrkesfotografer, och hon tilldelades 1895 hushållningssällskapets mindre silvermedalj.
Efter Anna Ollsons död 1926 donerades hennes bildarkiv på 30 000 glasplåtar från åren 1868–1918 till Värmlands Museum.

## Galleri
Nedan visas några av Anna Ollsons porträttfotografier.

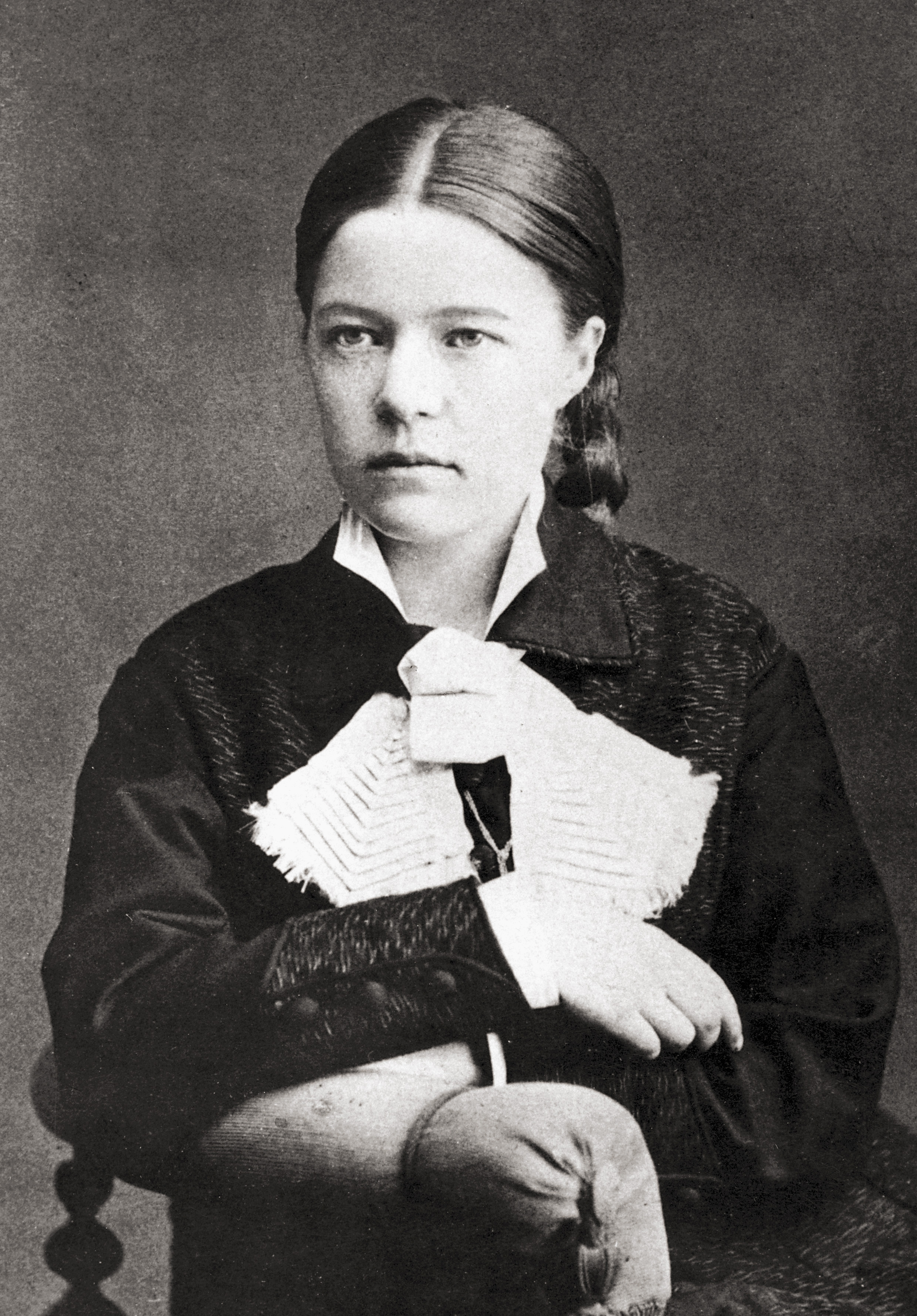
Selma Lagerlöf, 1881.
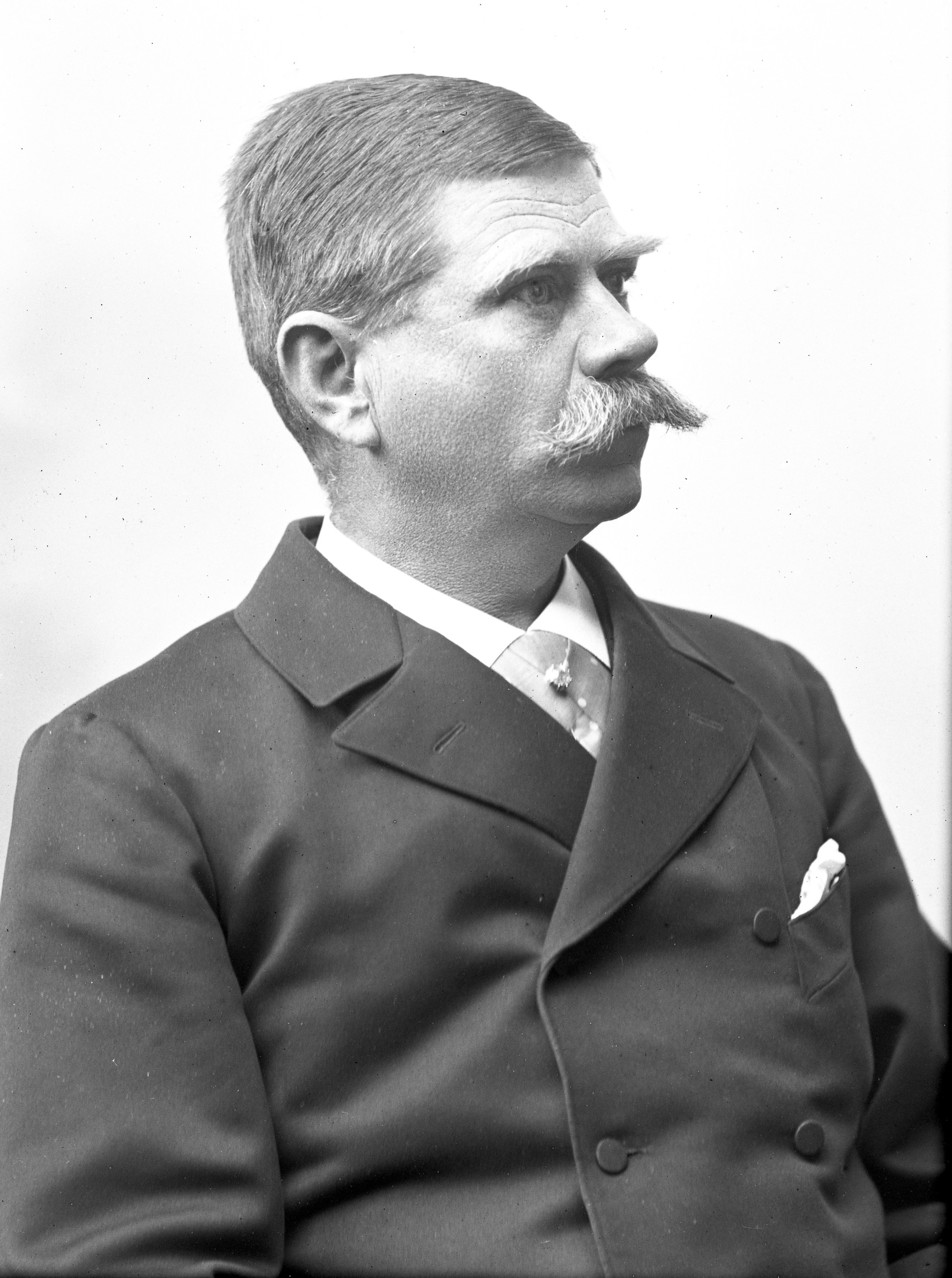
Viktor Undén (vars svärfar ägde apotekshuset där ateljén låg).
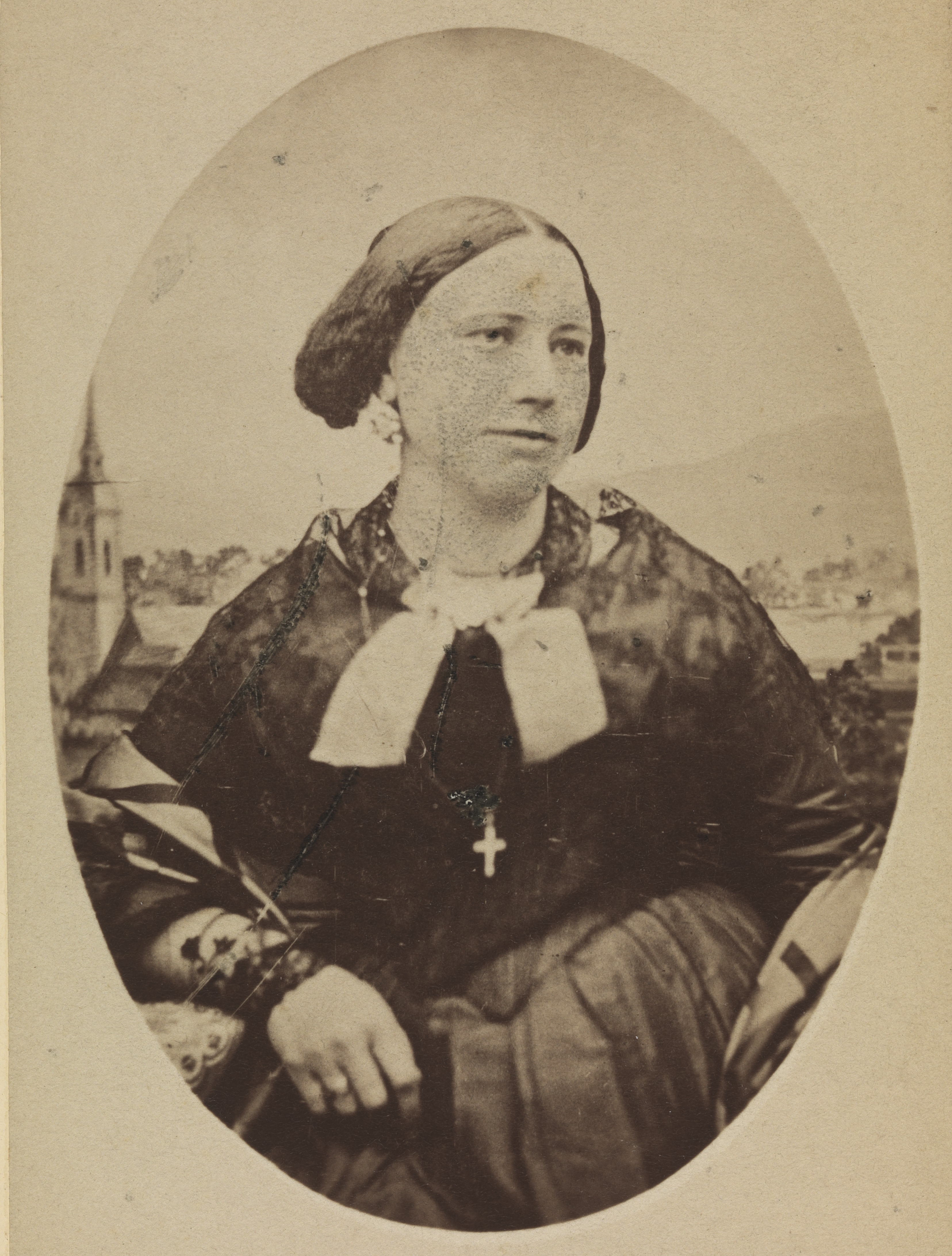
Minna Nansen (Fridtjof Nansens fars första hustru).
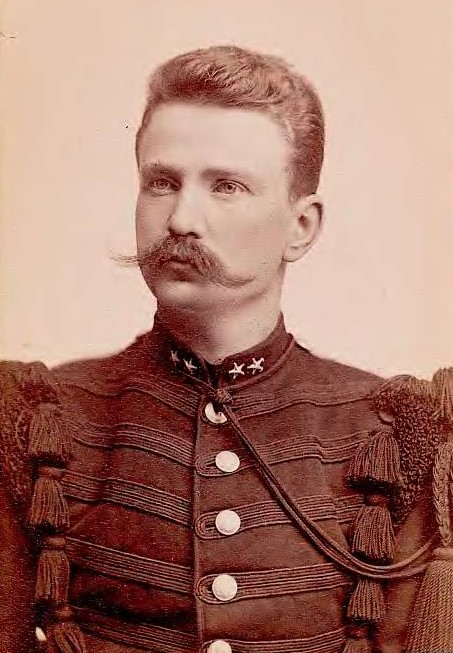
Carl Gösta Ling-Vannerus.